# رومن ماکسیمیوک
رومن ماکسیمیوک (اوکراینی: Роман Васильович Максимюк؛ زادهٔ ۱۴ ژوئن ۱۹۷۴) بازیکن فوتبال اهل اوکراین است.
از باشگاه‌هایی که در آن بازی کرده‌است می‌توان به باشگاه فوتبال دنیپرو، باشگاه فوتبال آتیراو، باشگاه فوتبال چورنومورتس اودسا، باشگاه فوتبال دینامو کی‌یف، باشگاه فوتبال اسپارتاک ایوانو-فرانکیفسک، و باشگاه فوتبال زنیت سن پترزبورگ اشاره کرد.
وی همچنین در تیم ملی فوتبال اوکراین بازی کرده‌است.